# Fontana di Saint-Sulpice

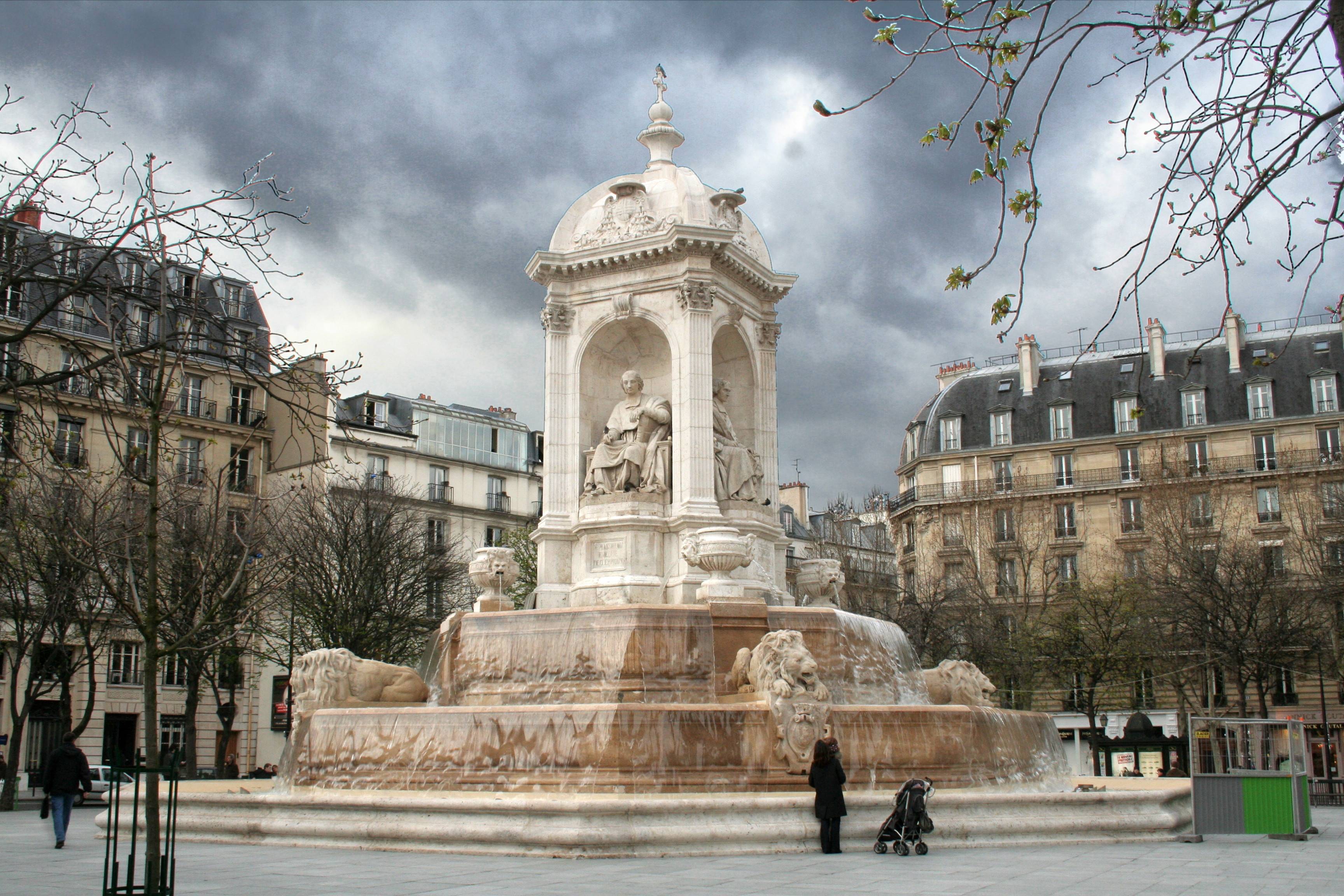
La fontana Saint Sulpice

La fontana di Saint-Sulpice o dei quattro Points Cardinaux è una fontana di Parigi, situata in Place Saint-Sulpice, nel VI arrondissement.
Risale al 1844 ed è opera dell'architetto, di origine italiana, Louis Visconti. I quattro lati sono adornati con statue che rappresentano quattro vescovi predicatori dell'epoca di Luigi XIV: Jacques Bénigne Bossuet, Fénelon, Fléchier e Massillon.
La fontana è conosciuta anche come dei quattro "Punti Cardinali", ma in ciò sta un gioco di parole: in francese "point" significa "mai", per cui suona anche come fontana dei quattro "mai cardinali", infatti i quattro religiosi non ricevettero mai la porpora cardinalizia.